# Cosatto-Marsicano
La Cosatto-Marsicano è stata una squadra maschile italiana di ciclismo su strada. Nata dalle ceneri della Gris 2000, fu attiva nel professionismo nel 1970 e 1971, partecipando anche al Giro d'Italia e alle classiche del calendario italiano; Fabrizio Fabbri diede alla squadra le vittorie al Gran Premio Industria di Belmonte Piceno e alla Roma-Tarquinia.

## Cronistoria

### Annuario
| Anno | Codice | Nome              | Cat. | Biciclette | Dirigenza                                   |
| ---- | ------ | ----------------- | ---- | ---------- | ------------------------------------------- |
| 1970 | -      | Cosatto-Marsicano | Pro  | -          | Dir. sportivi: Diego Ronchini               |
| 1971 | -      | Cosatto-Marsicano | Pro  | -          | Dir. sportivi: Gino Bartali, Diego Ronchini |

## Palmarès

### Grandi Giri
- Giro d'Italia

Partecipazioni: 2 (1970, 1971)
Vittorie di tappa: 0
Vittorie finali: 0
Altre classifiche: 0
- Tour de France

Partecipazioni: 0
- Vuelta a España

Partecipazioni: 0

## Organico

### Rosa 1970
|  | Naz.              |  | Sportivo            | Anno |  |  |
|  | ----------------- |  | ------------------- | ---- |  |  |
|  | Italia (bandiera) |  | Adriano Amici       | 1943 |  |  |
|  | Italia (bandiera) |  | Giannino Bianco     | 1944 |  |  |
|  | Italia (bandiera) |  | Cesare Carpanelli   | 1942 |  |  |
|  | Italia (bandiera) |  | Pietro Dallai       | 1947 |  |  |
|  | Italia (bandiera) |  | Domenico De Marco   | 1947 |  |  |
|  | Italia (bandiera) |  | Gennaro De Novellis | 1947 |  |  |
|  | Italia (bandiera) |  | Giuseppe De Simone  | 1944 |  |  |
|  | Italia (bandiera) |  | Primo Franchini     | 1941 |  |  |
|  | Italia (bandiera) |  | Aldo Jacoangeli     | 1947 |  |  |
|  | Italia (bandiera) |  | Flavio Martini      | 1945 |  |  |
|  | Italia (bandiera) |  | Stefanino Mezzetti  | 1947 |  |  |
|  | Italia (bandiera) |  | Sandro Quintarelli  | 1945 |  |  |
|  | Italia (bandiera) |  | Emilio Santantonio  | 1945 |  |  |
|  | Italia (bandiera) |  | Vito Taccone        | 1940 |  |  |
|  | Italia (bandiera) |  | Giancarlo Tartoni   | 1948 |  |  |
|  | Italia (bandiera) |  | Franco Zat          | 1944 |  |  |

### Rosa 1971
|  | Naz.              |  | Sportivo           | Anno |  |  |
|  | ----------------- |  | ------------------ | ---- |  |  |
|  | Italia (bandiera) |  | Adriano Amici      | 1943 |  |  |
|  | Italia (bandiera) |  | Cipriano Chemello  | 1945 |  |  |
|  | Italia (bandiera) |  | Pietro Dallai      | 1947 |  |  |
|  | Italia (bandiera) |  | Giuseppe De Simone | 1944 |  |  |
|  | Italia (bandiera) |  | Fabrizio Fabbri    | 1948 |  |  |
|  | Italia (bandiera) |  | Mario Lanzafame    | 1949 |  |  |
|  | Italia (bandiera) |  | Enrico Maggioni    | 1946 |  |  |
|  | Italia (bandiera) |  | Wladimiro Panizza  | 1945 |  |  |
|  | Italia (bandiera) |  | Piero Poloni       | 1946 |  |  |
|  | Italia (bandiera) |  | Selvino Poloni     | 1944 |  |  |
|  | Italia (bandiera) |  | Roberto Sorlini    | 1947 |  |  |